# Зак, Эрна
Эрна Зак (нем. Erna Sack, урождённая Вебер, нем. Weber; 6 февраля 1898, Берлин-Шпандау — 2 марта 1972, Майнц, похоронена в Висбадене) — немецкая академическая (колоратурное сопрано) и эстрадная певица. Каммерзенгер. За виртуозное мастерство ещё при жизни получила прозвище «немецкий соловей» (нем. Deutsche Nachtigall).

## Биография
Училась пению в Пражской консерватории, брала в Берлине уроки оперного вокала у Оскара Даниеля. В 1928—1930 годах работала в Берлинской государственной опере, где исполняла небольшие меццо-сопрановые партии. С 1930 года — солистка Городского театра в Билефельде, с 1932 — Городского театра в Висбадене, с 1934 — оперного театра Бреслау. В 1935—1941 годах была солисткой Дрезденской оперы, на сцене которой участвовала в мировых премьерах опер «Молчаливая женщина» Р. Штрауса (1935) и «Массимилла Дони» О. Шёка (1937). В те же годы гастролировала в оперных театрах Милана («Ла Скала»), Рима (Римская опера, 1937), Вены (Венская государственная опера, 1936), Парижа, Лондона (Ковент-Гарден, 1936), Осло, Копенгагена. В 1937 году совместно с Р. Таубером и Й. Шмидтом выступила в нью-йоркском Карнеги-холле. Не позднее 1938 была удостоена почётного звания Kammersängerin. Снялась в музыкальных фильмах «Цветы из Ниццы» (1936; песня «Букет цветов из Ниццы» сохраняет популярность и в XXI веке), «Нанон» (1938) и других. 
Её муж (с 1921 года) Герман Зак (1895—1989) был в силу еврейского происхождения заключён в немецкий концлагерь. 
Во время Второй мировой войны продолжала выступать на сценах Дании, Швеции, Турции. После войны эмигрировала с мужем в Бразилию, где в 1947 получила гражданство. Продолжительно гастролировала в Южной Америке, Европе, Южной Африке, Канаде, Австралии. В 1956 году, завершив карьеру концертирующей певицы, вернулась в Германию.
Репертуар Эрны Зак включал оперы, оперетты и популярные песни главным образом на немецком языке, в том числе оперы Р. Штрауса «Кавалер розы», «Ариадна на Наксосе», «Молчаливая женщина». В 1935 году заключила эксклюзивный контракт с компанией Телефункен, на этом лейбле выпустила много пластинок с записями облегченного репертуара, позволявшего демонстрировать исключительные вокальные данные певицы (как в вальсе И. Штрауса «Весенние голоса», попурри «Немецкий соловей», песне «Parla» Л. Ардити).
Похоронена рядом с мужем на Южном кладбище в Висбадене.